# Euglossa cordata
Euglossa cordata is een vliesvleugelig insect uit de familie van de bijen en hommels (Apidae). De wetenschappelijke naam werd gepubliceerd in 1758 door Carl Linnaeus in de tiende editie van Systema naturae.